# Adenolisianthus
Adenolisianthus, monotipski biljni rod iz porodice sirištarki, smješten u tribus Helieae. Jedina vrsta je A. arboreus u dolinama rijeka Rio Negro i Vaupés, u sjevernom Brazilu, Kolumbiji i Venezueli.
Rod je prvi puta opisan u  Nat. Pflanzenfam. 4(2): 98 (1895.) 

## Sinonimi
- Adenolisianthus virgatus (Progel) Gilg
- Chelonanthus fruticosus Maguire & B.M.Boom
- Helia arborea Kuntze
- Helia virgata (Progel) Kuntze
- Irlbachia alata subsp. arborea (Spruce ex Progel) J.G.M.Pers. & Maas
- Lisianthius arboreus Spruce ex Progel
- Lisianthius virgatus Progel